# Shapur II
Shapur II (tiếng Ba Tư trung đại: 𐭱𐭧𐭯𐭥𐭧𐭥𐭩 Šāhpuhr), hay Shapur II Đại đế (tiếng Ba Tư: شاپور دوم بزرگ), là vị vua thứ mười của Đế quốc Sassanid. Ông là vị vua trị vì lâu nhất của nhà Sasanid, trị vì từ 309 đến 379 và là con của Hormizd II. Dưới triều đại, Đế quốc Sassanid chứng kiến thời kỳ vàng son thứ nhất của nó kể từ triều đại Shapur I (241-272).

## Đầu thời thơ ấu
Khi vua Hormizd II (302-309) qua đời, những người quyền quý Ba Tư giết con trưởng của ông, chọc mù mắt con thứ, bỏ tù con thứ ba (Hormizd, người về sau chạy trốn tới Đế quốc La Mã. Ngai vàng được dành riêng cho một đứa con tương lai của một người vợ Do Thái giáo của Hormizd II. Điều đó nói Shapur có thể trở thành ông vua duy nhất trong lịch sử đội vương miện ở tử cung, vương miện đã đặt trên bào thai của mẹ cậu. Đứa bé, tên Shapur, chính là vị vua đã ra đời; chính phủ được quản lý bởi mẹ cậu và những người quyền quý. Nhưng khi đến tuổi trưởng thành, Shapur đã trở thành một trong những vị hoàng đế vĩ đại nhất triều đại.

## Chinh phạt
Đầu tiên, Shapur II kéo quân Ba Tư xuống phương Nam để giao chiến với Ả Rập. Quân đội của ông mặc dù không đông nhưng kỷ luật rất là tốt, và, Shapur và quân đội ông đã dành thắng lợi, bảo vệ an toàn cho lãnh thổ của Đế quốc Ba Tư hùng mạnh của ông. Sau đó, ông lại gây chiến với Đế quốc La Mã. Tuy nhiên, sau khi vây hãm Singara thì Shapur II phải ngừng tấn công do những cuộc đột kích dọc biên giới phía đông của dân du mục. Những cuộc tấn công này đã đe dọa Transoxiana, một vùng đất chiến lược để kiểm soát con đường tơ lụa. Hơn nữa, Shapur II không có đủ quân để bảo vệ những vùng đất mà ông vừa chiếm được. Thế nên, ông đã ký hòa ước với Hoàng đế La Mã Constantius II (353-361), hai bên đồng ý sẽ không xâm phạm lãnh thổ của nhau trong một khoàng thời gian.
Sau đó, Shapur II kéo quân về phía Đông, giao chiến với dân du mục tại Transoxiana. Ông đã chiến thắng kẻ thù, và thu phục các bộ lạc Trung Á, đưa các vùng đất của họ sáp nhập vào lãnh thổ của đế quốc Sassanid. Ông đã chiếm được Afghanistan, và cuộc chinh phạt hoàn tất. Nền văn hóa và nghệ thuật của Sassanid nhờ đó mà đã xâm nhập vào nước Turkistan, và lan rộng tới tận Trung Quốc.
Xong rồi, năm 359, Shapur II đã liên kết với vua của dân du mục Grumbates gây ra cuộc chiến tranh với La Mã lần thứ nhì. Lần này, nhờ có một lực lượng hùng mạnh, cũng như nhờ có sự trợ giúp của người du mục, Shapur đã giành được chiến thắng áp đảo. Sau khi cuộc chiến kết thúc, người La Mã đã phải nhường cho Sassanid tổng cộng là 5 tỉnh.
Khi Shapur II qua đời, đế quốc Sassanid trở nên hùng mạnh hơn bao giời hết. Các kẻ thù phía Đông đã bị dẹp còn Armenia thì phải thần phục đế chế.